# Episodi de L'allegra banda di Nick (quindicesima stagione)
La quindicesima stagione della serie televisiva L'allegra banda di Nick è stata trasmessa in anteprima in Canada dalla CBC Television tra il 28 settembre 1986 e l'8 marzo 1987.
| nº | Titolo originale             | Titolo italiano | Prima TV Canada   | Prima TV Italia |
| -- | ---------------------------- | --------------- | ----------------- | --------------- |
| 1  | Pedal Pushers                |                 | 28 settembre 1986 |                 |
| 2  | Twice the Pleasure           |                 | 5 ottobre 1986    |                 |
| 3  | Over the Hill                |                 | 12 ottobre 1986   |                 |
| 4  | Father's Day                 |                 | 14 ottobre 1986   |                 |
| 5  | Poster Boy                   |                 | 26 ottobre 1986   |                 |
| 6  | Tricky Moves                 |                 | 2 novembre 1986   |                 |
| 7  | Alekos                       |                 | 9 novembre 1986   |                 |
| 8  | Unlikely Allies              |                 | 23 novembre 1986  |                 |
| 9  | Kiss of the Dragon           |                 | 7 dicembre 1986   |                 |
| 10 | Trial Balloon                |                 | 28 dicembre 1986  |                 |
| 11 | Not Just Another Pretty Face |                 | 4 gennaio 1987    |                 |
| 12 | Plain Sailing                |                 | 11 gennaio 1987   |                 |
| 13 | Free Ascent                  |                 | 25 gennaio 1987   |                 |
| 14 | Homme Fatale                 |                 | 8 febbraio 1987   |                 |
| 15 | Beyond the Limit             |                 | 15 febbraio 1987  |                 |
| 16 | By the Pricking of My Thumbs |                 | 22 febbraio 1987  |                 |
| 17 | Coming Home Again (Part 1)   |                 | 8 marzo 1987      |                 |
| 18 | Coming Home Again (Part 2)   |                 | 8 marzo 1987      |                 |